# Clubiona subtilis
Clubiona subtilis es una especie de araña araneomorfa del género Clubiona, familia Clubionidae. Fue descrita científicamente por L. Koch en 1867.
Habita en Europa, Rusia (Europa al Lejano Oriente), Kirguistán y Corea. Se considera nueva especie para la fauna de Letonia desde 2009.